# Aline Bonetto
Pour les articles homonymes, voir Bonetto.
Aline Bonetto est une chef décoratrice française, reconnue notamment pour sa collaboration sur les principaux films de Jean-Pierre Jeunet.

## Filmographie
- 1991 : Delicatessen de Jean-Pierre Jeunet
- 1994 : Tombés du ciel de Philippe Lioret
- 1995 : La Cité des enfants perdus de Jean-Pierre Jeunet
- 1997 : Tenue correcte exigée de Philippe Lioret
- 1998 : Madeline de Daisy von Scherler Mayer
- 1999 : Je règle mon pas sur le pas de mon père de Rémi Waterhouse
- 1999 : Kennedy et moi de Sam Karmann
- 2001 : Le Fabuleux Destin d'Amélie Poulain de Jean-Pierre Jeunet
- 2001 : Vertiges de l'amour de Laurent Chouchan
- 2002 : La Vérité sur Charlie de Jonathan Demme
- 2002 : Le Nouveau Jean-Claude de Didier Tronchet
- 2003 : Laisse tes mains sur mes hanches de Chantal Lauby
- 2004 : Un long dimanche de fiançailles de Jean-Pierre Jeunet
- 2005 : L'Enfer de Danis Tanovic
- 2008 : Astérix aux Jeux olympiques de Frédéric Forestier et Thomas Langmann
- 2009 : Micmacs à tire-larigot de Jean-Pierre Jeunet
- 2013 : L'Extravagant voyage du jeune et prodigieux T.S. Spivet de Jean-Pierre Jeunet
- 2014 : Yves Saint Laurent de Jalil Lespert
- 2015 : Pan de Joe Wright
- 2017 : Wonder Woman de Patty Jenkins
- 2019 : Wonder Woman 1984 de Patty Jenkins
- 2024 : The Killer de John Woo
- 2026 : Changer l'eau des fleurs de Jean-Pierre Jeunet

## Distinctions
- César du cinéma
  - César des meilleurs décors pour Le Fabuleux Destin d'Amélie Poulain en 2002
  - César des meilleurs décors pour Un long dimanche de fiançailles en 2005
  - nommée au César des meilleurs décors pour Micmacs à tire-larigot en 2010
  - nommée au César des meilleurs décors L'Extravagant Voyage du jeune et prodigieux T. S. Spivet en 2014
  - nommée au César des meilleurs décors pour Yves Saint Laurent en 2015
- Oscar
  - nommée pour l'oscar des meilleurs décors pour Le Fabuleux Destin d'Amélie Poulain en 2002
  - nommée pour l'oscar des meilleurs décors pour Un long dimanche de fiançailles en 2005
- European Film Awards
  - lauréate du European Film Award des Meilleurs décors pour Un long dimanche de fiançailles en 2005
- BAFTA
  - lauréate d'un BAFTA award pour les décors de Le Fabuleux Destin d'Amélie Poulain en 2002